# Красноярская ТЭЦ-1
Красноярская ТЭЦ-1 — тепловая электростанция в Красноярске, одна из крупнейших и старейших ТЭЦ Сибири.
Тепловая электроцентраль «Красноярская ТЭЦ-1» входит в группу «Сибирская генерирующая компания».
Первоначально Красноярская ТЭЦ-1 входила в энергосистему (позже ОАО) «Красноярскэнерго», с 2005 года в ОАО «Красноярская генерация», с 2006 года в ОАО «Хакасская генерирующая компания», которое с января 2007 года получило наименование ОАО «Енисейская территориальная генерирующая компания (ТГК-13)». 28 апреля 2012 года в ходе реорганизации группы «Сибирская генерирующая компания» из состава ОАО «Енисейская ТГК (ТГК-13)» Красноярская ТЭЦ-1 была выделена в отдельное акционерное общество.

## История
В 1935 году «Главвостокэнерго» принял решение о строительстве Красноярской ТЭЦ-1. Тогда же началось проектирование, подготовительные строительные работы — в июне 1936 года. Начало Великой Отечественной войны потребовало скорейшего ввода станции в эксплуатацию, и работы были ускорены. В Красноярск прибыло оборудование с эвакуированных заводов Брянска, Запорожья, Люберец и др. Проект дорабатывался на месте комплексной бригадой Северо-Западного (Ленинградского) отделения треста «Теплоэлектропроект». На площадке размещалось также управление Северо-Западного отделения (главный инженер Я. И. Финогенов). Общая численность проектировщиков составила сто пятнадцать человек.
Для упрощения и ускорения строительства ТЭЦ проектировщики нашли оригинальные решения. Так, дымососы и дутьевые вентиляторы расположили на полу пристройки к котельной вместо сооружения многоэтажной «этажерки». Дымовую трубу сделали металлической и отдельно стоящей. Щит управления ТЭЦ разместили в помещении распределительного устройства собственных нужд (РУСН).
Строительство осуществлялось практически без механизмов. Монтаж оборудования вёлся в открытом помещении, лебёдками и вручную. На ТЭЦ была установлена паровая турбина № 1 производства Ленинградского металлического завода мощностью 25 МВт, вывезенная с эвакуированной Грозненской ТЭЦ. Оттуда же были перевезены специалисты-энергетики и их семьи. Производительность парового котла № 1 составляла 150 т/ч, давление пара 34 ата, температура 425 °C (Подольский завод имени Орджоникидзе, ЗиО). Первый турбогенератор ТЭЦ был запущен в работу 16 мая 1943 года. Паровая турбина № 2 была произведена в Великобритании на заводе «Metropolitan Vickers».
Когда ТЭЦ начала функционировать, был подан указ о строительстве посёлка Энергетиков. К пятидесятым годам для работников Красноярской ТЭЦ-1 было построено около ста жилых объектов.
Первым директором ТЭЦ-1 был назначен недавний выпускник МЭИ Пётр Вениаминович Юренский, руководитель «Дальэнерго» в 1938-1941 годах, руководитель строительства ТЭЦ-1 с 1942 года, впоследствии одновременно — первый управляющий «Красноярскэнерго».
После Великой Отечественной войны двести девяносто шесть работников электростанции были награждены медалью «За доблестный труд в Великой Отечественной войне 1941—1945 гг.».
В 1952-1955 годах ежегодно вводилось по одному котлу марки ПК-10Ш (ЗиО) паропроизводительностью 230 т/ч (станционные номера 4-7). В 1957 году установлен котёл № 8 марки ПК-10Ш-2 (ЗиО) паропроизводительностью 220 т/ч; в 1959 и в 1960 годах устанавливалось ещё по три таких же котла ежегодно (ст. № 9-14).
Четвёртая очередь ТЭЦ-1 включала два такие же котла, установленных в 1966 и 1967 годах (ст. № 15 и 16). Все котлы ЗиО были рассчитаны на давление 100 ата и температуру пара 510—540 °C.
На пятой и шестой очередях, в новом главном корпусе, в 1971-1975 годах были установлены котлы Барнаульского котельного завода (БКЗ) БКЗ-320-140 ПТ-2 (ст. № 17 и 18) и БКЗ-320-140 ПТ-5 (ст. № 19 и 20) производительностью 270 т/ч. Эти котлы производили пар с давлением 140 ата и температурой 550—560 °C.
В 1952—1955 годах устанавливались турбины с производственными и теплофикационными отборами пара ПТ-25-90/10 (ст. № 3) и ПТ-25-90-3ПР2 (ст. № 4-6) мощностью 25 МВт производства Ленинградского металлического завода (ЛМЗ), в 1958-1959 годах — турбины ПТ-60-90/13 мощностью 60 МВт (ЛМЗ, ст. № 7-8). В 1972—1973 годах в составе пятой и шестой очередей были установлены две турбины с противодавлением Р-100(57)-130/15 мощностью 57 МВт производства Уральского турбомоторного завода (ТМЗ) — ст. № 11 и 12.
Строительство корпусов было в основном завершено к 1975 году, в 1976 году закончено строительство водогрейной котельной. 14 июля 1997 года была запущена турбина № 9 марки ПТ-65/75-90/13; в 2003 году турбина № 10 была заменена на турбину с противодавлением Р-85-8,8/1,2 (ОАО Силовые машины).
Котлоагрегаты № 1-3, установленные в военное время, были впоследствии демонтированы.
Постановлением Совета Министров РСФСР от 16.08.1973 № 433 «О генеральном плане г. Красноярска» предусматривалось довести мощность ТЭЦ-1 до 660 МВт, однако такая мощность достигнута не была.
В январе 2008 года выведены из эксплуатации самая первая турбина типа Р-25-29/1,2 (ст. № 1), отслужившая со времени изготовления около семидесяти лет, и котёл типа ПК-8/ш (ст. № 3). Электрическая мощность станции составила 481 МВт. Запланировано техническое перевооружение турбоагрегата № 9 мощностью 60 МВт с увеличением мощности на 5 МВт и турбоагрегата № 10.

## Производственная деятельность
На Красноярской ТЭЦ-1 установлено семнадцать котлов и десять турбин.  ТЭЦ имеет разнотипное оборудование и возможность работы как в блочном режиме, так и на поперечных связях. Электростанция может работать как в теплофикационном режиме, так и в режиме комбинированной выработки тепла и электроэнергии.
Значительная часть оборудования изношена и требует модернизации.
Электростанция работает на буром угле Ирша-Бородинского разреза, вырабатывает в среднем 9 600 тысяч кВт·ч электроэнергии и 26 тысяч Гкал тепла в сутки.
Выработка электроэнергии в 2015 году составила 2062  млн. кВт·ч., отпуск тепла — 2 894 тыс. Гкал.
Угольный склад открытый, оборудованный двумя кранами-перегружателями.
Циркуляционное водоснабжение прямоточное, из Енисея. Нагретая вода отводится по пятикилометровому каналу к правой протоке реки. Общая площадь территории, занимаемой сооружениями ТЭЦ, составляет 167 га.
Бородинский разрез Канско-Ачинского угольного бассейна, на котором добывают угли марки Б2 открытым способом, расположен близ города Бородино в 146 км к востоку от Красноярска (по прямой около ста двадцати километров). Теплота сгорания угля около 16 МДж/кг.
ТЭЦ-1 отапливает промышленные предприятия Ленинского района Красноярска (ООО «Енисейский целлюлозно-бумажный комбинат», ОАО «Красный Яр — шина», ОАО «Красноярский завод синтетического каучука», ОАО «Красноярский завод цветных металлов» и др.) и около трети жилищного фонда города (примерно четыреста тысяч жителей в Кировском, Ленинском, Свердловском районах города, а также Берёзовку).
Температура отпускаемой сетевой воды достигает зимой 150 °C.
С 2006 по 2015 год на Красноярской ТЭЦ-1 была проведена реконструкция батарейных циклонных уловителей (БЦУ) тринадцати котлов, что позволило уменьшить число выбросов в два раза.
В 2017 году станция начала модернизацию природоохранного оборудования.
В 2017 году также был объявлен конкурс на выбор подрядной организации для выполнения проектно-изыскательских работ по строительству дымовой трубы высотой не менее 270 метров. Новое высотное сооружение должно заменить три действующие трубы ТЭЦ, высотой от 105 до 120 метров, что позволит увеличить рассеивание выбросов вредных веществ в ходе производства энергии.
В январе 2020 года строительство трубы было закончено, её ввели в строй 19 августа 2020 года.
Действующая железобетонная дымовая труба имеет высоту 275 метров; три дымовые трубы первых очередей ме́ньшей высоты — 105 метров, 105 метров и 120 метров были  снесены; при этом оставлена труба высотой 180 метров, сооружённая в предыдущие годы.
В настоящее время вместо действующих батарейных циклонных уловителей на станции устанавливаются современные электрофильтры с эффективностью очистки больше 99%. Смонтировано девять из пятнадцати запланированных электрофильтров. В 2025 году ТЭЦ-1 планирует достичь снижения общих выбросов на 20% и выбросов твердых частиц на 80% по отношению к 2017 году — началу модернизации.
В рамках программы ДПМ-2 обновление пройдёт и на основном оборудовании. Будут полностью обновлены два котлоагрегата и турбоагрегата. Производитель котлоагрегатов — Подольский машиностроительный завод, паропроизводительность каждого 220 тонн/час. Производитель турбоагрегатов — Калужский турбинный завод.
На станции работает  1 186  человек. Директор ТЭЦ — Борис Воробьёв, главный инженер — Александр Клюев.

## Интересный факт
Новая дымовая труба высотой 275 метров — самая высокая труба, построенная в России после распада СССР.